# Renaissance: A Film by Beyoncé
Renaissance: A Film by Beyoncé é um documentário filme-concerto da cantora americana Beyoncé. Produzido pela Parkwood Entertainment e distribuído pela AMC Theatres, o filme que estreou em 1 de dezembro de 2023, no mundo inteiro. O longa conta com um documentário sobre a criação de Renaissance (2022), sétimo álbum de estúdio de Beyoncé; e o registro ao vivo da Renaissance World Tour com participações especiais de Blue Ivy Carter, Megan Thee Stallion, Kendrick Lamar, Diana Ross e além de seus bastidores.
O filme foi inicialmente anunciado com um trailer exibido no último show da Renaissance World Tour no Arrowhead Stadium, em Kansas City, prevendo a estreia do filme em 1 de Dezembro de 2023. O trailer foi exibido ao fim do espetáculo e durante a madrugada foi disponibilizado no canal do YouTube da cantora. Alguns países como Brasil e Japão só receberam o filme no dia 21 de Dezembro de 2023. A pré venda mundial iniciou em 09 de Novembro de 2023.

## Lançamento
Renaissance: A Film by Beyoncé foi lançado nos Estados Unidos em 1 de dezembro de 2023. A data de lançamento foi notada por cair no Dia Mundial de Combate à AIDS, pois o álbum correspondente ao filme é dedicado ao "tio" de Beyoncé, Jonny, seu tio gay que a apresentou à black dance music e à cultura da ballroom e morreu durante a epidemia de AIDS. Era esperado que o filme fosse exibido por pelo um mês. É possível vê-lo em IMAX, bem como em outras telas de grande formato premium de marca.

### Brasil
Beyoncé desembarcou em Salvador, Bahia, na noite de 21 de dezembro de 2023, para participar do "Club Renaissance", especialmente para a estreia de seu filme,  no Centro de Convenções, na orla da Boca do Rio.

## Antecedentes
Em 29 de julho de 2022, Beyoncé lançou seu sétimo álbum de estúdio Renaissance, sendo um grande sucesso crítico e comercial. Críticos e fãs notaram que Beyoncé não lançou conteúdos visuais com o álbum, como fez com seus trabalhos anteriores B'Day (2006), Beyoncé (2013), Lemonade (2016) e The Lion King: The Gift (2019). Essas obras são frequentemente descritas como álbum visual e/ou filme musical.
Em 9 de agosto de 2022, Beyoncé divulgou um teaser trailer de um vídeo-clipe da faixa de abertura de Renaissance, "Im That Girl", que incluiu uma montagem rápida de mais de vinte roupas que os meios de comunicação interpretaram como uma prévia dos vários videoclipes para cada faixa do álbum. Em 1 de fevereiro de 2023, Beyoncé anunciou a Renaissance World Tour com um pequeno teaser publicado na sua conta do Instagram.
A turnê ocorrida em estádios começou em 10 de Maio de 2023, em Estocolmo, Suécia, e terminou em 1 de outubro de 2023, em Kansas City, EUA.
Em 30 de Setembro De 2023, a revista estadunidense Variety lançou um rumor que Beyoncé iria lançar um filme-concerto de seu álbum, em 1 de Dezembro de 2023. O filme foi oferecido para estúdios de cinema e plataformas de streaming, onde  Beyoncé escolheu "um modelo de negócio não convencional feito pela AMC Theaters", onde receberá mais de 50% do dinheiro arrecadado. De acordo com as contas da Variety, o filme terá um "escopo ambicioso", incorporando destaques das performances completas da turnê, o álbum visual de Renaissance, e imagens documentais do desenvolvimento do álbum e da turnê.

## Repertório
1. "Dangerously in Love 2"
2. "Flaws and All"
3. "I'm That Girl"
4. "Cozy"
5. "Alien Superstar"
6. "Lift Off"
7. "Cuff It"
8. "Energy"
9. "Break My Soul (The Queens Remix)"
10. "Formation"
11. "Diva"
12. "Run the World (Girls)"
13. "My Power" (com Blue Ivy Carter)
14. "Black Parade"
15. "Savage Remix" (com Megan Thee Stallion)
16. "Partition"
17. "Church Girl"
18. "Get Me Bodied"
19. "Before I Let Go"
20. "Crazy in Love"
21. "River Deep - Mountain High"
22. "Love Hangover" (com Diana Ross)
23. "Plastic off the Sofa"
24. "Virgo's Groove"
25. "Naughty Girl"
26. "Move"
27. "Heated"
28. "Memories Run Through My Wires" (intervalo)
29. "Thique"
30. "All Up in Your Mind"
31. "Drunk in Love"
32. "America Has a Problem" (com Kendrick Lamar)
33. "Pure/Honey" (contém elementos de "Blow")

Bis
1. "Summer Renaissance"
2. "My House" (créditos finais)

## Recepção

### Pré-Venda
A revista Deadline Hollywood informou que a pré-venda de ingressos para o primeiro dia do filme é estimada em cerca de US$6-7 milhões. A revista Uproxx afirmou que alguns fãs foram adicionados à filas virtuais ao tentar comprar ingressos.

### Impactos
Ações da AMC, IMAX e Cinemark Theatres aumentaram após o anúncio do filme. De acordo com Sarah Whitten da CNBC , Renaissance: A Film by Beyoncé proporcionará um "benefício muito necessário" para a indústria cinematográfica, que ainda sofre os impactos da pandemia de COVID-19. Shawn Robbins, analista-chefe da BoxOffice.com, disse que Beyoncé irá preencher o período lento entre o dia de Ação de Graças (feriado estadunidense) e o Natal, o que, por sua vez, mudará a forma como a indústria se aproxima dessas "zonas mortas".